# Musa Deli

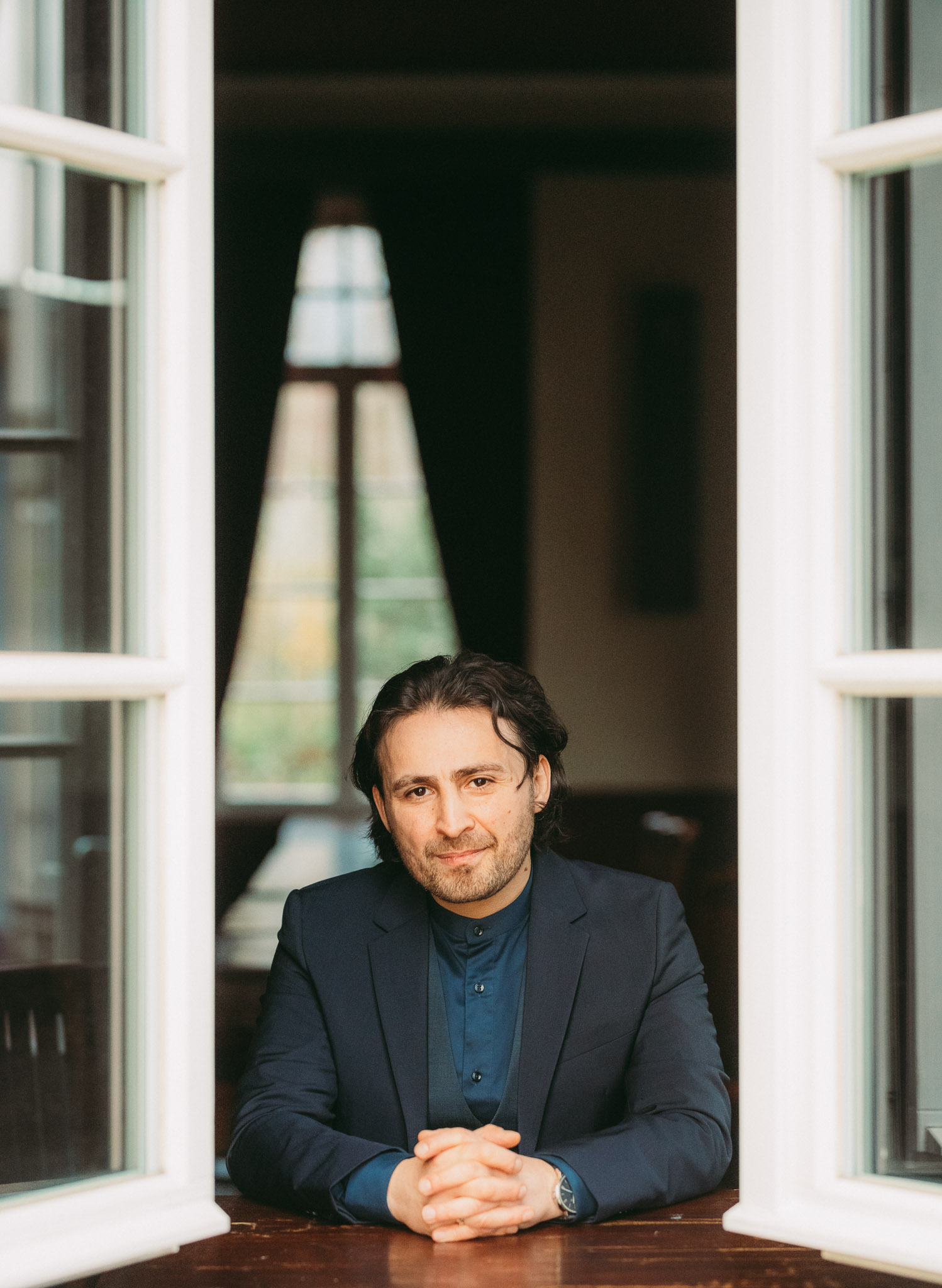
Musa Deli

Musa Deli (* 15. September 1982 in Köln) ist ein deutsch-türkischer Sozialpsychologe und Buchautor.

## Leben und Wirken
Musa Deli ist der dritte Sohn türkischer Gastarbeiter. Seine Kindheit war von einfachen Lebensbedingungen geprägt. Die fünfköpfige Familie bewohnte eine  kleine Zweizimmerwohnung. Seine schulische Laufbahn beendete er zunächst nach der mittleren Reife, um eine handwerkliche Ausbildung zu absolvieren. Aufgrund von Diskriminierungserfahrungen in Schul- und Ausbildungszusammenhängen entschied er sich, das Abitur nachzuholen und ein Studium der Sozialwissenschaften aufzunehmen. Nach seinem Studium arbeitete er in unterschiedlichen Zusammenhängen mit psychisch erkrankten Menschen. Er beschäftigt sich mit Bildungsnachteilen von Kindern mit Migrationshintergrund.
Seit 2019 leitet Deli ein Gesundheitszentrum für Migrantinnen und Migranten in Köln.
Heute lebt er mit seiner Familie in Köln.

## Schriften
- Zusammenwachsen. Die Herausforderungen der Integration. Hoffmann & Campe Verlag, Hamburg 2022, ISBN 978-3-455-01453-2.[2]
- Gesundheitsversorgung von Menschen mit Migrationshintergrund im Lichte der Coronapandemie. In: F. Gesemann, D. Filsinger, S. Münch (Hrsg.): Handbuch Lokale Integrationspolitik. Springer VS, Wiesbaden 2024.[3][4]